# Shin Megami Tensei: Digital Devil Saga 2
A Shin Megami Tensei: Digital Devil Saga 2, Japánban Digital Devil Saga 2 (Digital Devil Saga アバタール・チューナー2; Hepburn: Dejitaru Debiru Sāga Abatāru Chūnā Tsū; magyaros átírással Dedzsitaru Debiru Szága Abatáru Csúná Cú), a Shin Megami Tensei: Digital Devil Saga videójáték közvetlen folytatása, ott folytatja annak történetet ahol annak vége lett. Ez a játék a sorozat utolsó fejezete és több kérdésre is választ ad ami az előzményben megválaszolatlanul maradt.

## Játékmenet
A Shin Megami Tensei: Digital Devil Saga 2 továbbra is az előzmény Press Turn nevű harcrendszerét használja. A mantra rács (mantra grid) megváltozott és továbbfejlesztették egy hex rácsba (hex grid) – amiben ha egy képesség feloldódik csak akkor lehet feloldani a mellette lévőeket. Többféle ellenfél típus is van a játékban, valamint a Karma Ring (Karma Gyűrű) rendszer aminek segítségével a játékos Karma Gyűrűket vehet fel ezzel megnövelve a szereplők képességeit. Ezeket drágakövekkel (gem) lehet testre szabni. Az új Berserk Mode-ban a szereplők félig ember félig démon állapotban lépnek harcba amivel megnő a kritikus csapás esélye, de sebezhetőbbek is lesznek.

## Cselekmény
A játék kezdete előtt elmagyarázzák, hogy a való világból mindent kvantum-szintű adattá alakítottak. Az Embryon törzs azonban fizikai testben léptek ki a Junkyardból az Isten beavatkozásának következtében. A való világban a Nap feketévé változik, hasonlóan egy napfogyatkozáshoz, majd veszélyes szoláris adatot (solar data) küldött ki, ennek következtében akit elérnek a napsugarak azok kővé dermednek. Azonban a Démon Vírussal fertőzött emberek immunisak erre. Cielot a Lokapala foglyul ejti, ami egy az erőteljes a Karma Society ellen fellépő csoport. A Karma Society Démon Vírussal fertőzött katonákat küld ki, hogy embereket gyűjtsenek be amiket fel fognak falni. Az Embryon meggyőzi a Lokapala vezérét, Rolandot, hogy engedjék szabadon Cielot és csatlakozzon a csapatukhoz amihez az eredeti vezér fia, Fred is csatlakozott.
Az Embryon beszivárog a Karma Society városába amit egy óriási nappajzs véd. Miután minden foglyot kiszabadítanak a Detention Facility-ből megpróbálják kiszabadítani Serát a Medical Ward-ból, de Madame Cuvier, a Society vezérének a csapdájába esnek aki kimosta Heat agyát és a csapat ellen küldi. Miközben Cuvier új világrendet akar felállítani, ezt titokban Jenna Angel akadályozza aki a főműszaki igazgató és az előző játék főellensége, és a Démon Vírus arra akarja felhasználni, hogy megszabaduljon a gyengébbektől.
Az Embryon eléri az E.G.G.-t, ami egy hatalmas gép amit arra használnak, hogy kapcsolatba lépjenek az Istennel, és megmentik Serát; azonban Heat megjelenik és kritikusan megsebzi Serpht, aminek következtében mindketten a gépezetben találják magukat. Mivel az Isten elkezdte elnyelni az egész bolygót Angel megöli Cuviert. A csapat megmaradt tagjai lekapcsolja az erőművet (Power Plant), de nem tudják megállítani az E.G.G.-t. Angel kiszabadítja Meganadát, Roland és Argilla feláldozza magát ennek elpusztítására, és Sera megkapja Serph Atmáját. A csapat újra belép az E.G.G. épületébe és legyőzik Heat új alakját. Serphnek, akit a gépezet életben tartott egy Schrödinger nevű fekete macska elárulja a múlt eseményeit.
Egy csapat tudás alapította a Karma Societyt, hogy tanuljanak az Istenről. Felkeresték azon gyermekeket akik képesek beszélni az Istennel, és a tudósok létrehozták az E.G.G.-t, hogy megnöveljék erejüket. Azonban több gyermek is elmebeteg lett, majd meghalt. Csak egyetlen gyermek élte túl: a 19-es számú lány, Sera. Az egyik tudós Heat O'Brien tiltakozott a projekt ellen Serph a teszt alanyok elleni etikátlan bánásmódja miatt. Verekedés keletkezett és Sera megtudta Serph valódi, ördögi természetét amit eddig rejtegetett előle. Miután az Isten megérezte Sera szomorúságát sötétté változtatta a napot és elárasztotta a Földet adattal aminek következtében az emberek kővé változtak. Serph démonná változott és felfalta a kollégáit. Mivel Sera közvetlen kapcsolatban állt az Istennel ezért a halottak legtöbbje a Junkyardba lett „másolva”, ezzel új MI programokat létrehozva.
Sera létrehozott egy virtuális mennyországot ahova a való világ fájdalmai elől menekülhet. Minden személy és minden helyszín azok másolata amiket az életében látott vagy látni akart. Serph manipulációjának következtében Serph és Heat személyisége teljesen az ellentéte a valódi személyiségüknek. A hadsereg megtalálja a virtuális világát és egy harcszimulátor programmá alakítják amiben harci MI-t fejlesztenek ki; majd ez a Junkyarddá (Roncstelep) vált. Jenna Angel később arra használja a Junkyardot, hogy itt tesztelje a Démon Vírust. Sera belép a Junkyardba és megpróbálja megakadályozni ebben.
Az Embryon a reptérre rohan a túlélés utolsó reményeként. Gale meghal miközben megöli Angelt, eközben Cielo is meghal miközben Serph és Sera vadászrepülőgépét védelmezi. Ők ketten megérkeznek a HAARP épületébe, majd kilövik az adataikat a Napba és ennek következtében egyesülnek Seraph néven. A csapat szoláris adataként újraegyesül, majd megteszi az utolsó kérelmüket az Isten megváltására. Brahman legyőzésével megnyugtatják az Istent és a Nap visszaáll természetes állapotába. Seraph megvilágosodik és Schrödingerrel egy másik univerzumba utazik, míg a többiek gyermekek alakjában születnek újjá a megújult Földön.

## Manga
A Digital Devil Saga mangáját, a Digital Devil Saga: Avatar Tuner – Sinen no Matou-t 2005-ben adta ki Japánban a Jive. Ennek története új, a sorozatban nem látott szereplőkről szól. A manga azonban csak egy kötetben és csak Japánban jelent meg.
Egy képregény antológiát is kiadtak a sorozat japán rajongói.

## Szinkronszínészek

### Japán
- Kendzsi Nodzsima – Serph Sheffield
- Hikaru Midorikava – Heat
- Houko Kuvasima – Sera/Seraph
- Jumi Touma – Argilla
- Hori Hidejuki – Gale
- Hiroaki Miura – Cielo
- Kanna Nobutosi – Roland
- Naomi Sindo – Fred
- Micsie Tomizava – Jenna Angel
- Hiroko Emori – Margot Cuvier
- Bandzso Ginga – Terrence E. Beck

### Angol
- Yuri Lowenthal – Serph Sheffield
- Crispin Freeman – Heat
- Wendee Lee – Sera/Seraph
- Amanda Winn Lee – Argilla
- Steven Jay Blum – Gale
- Dave Wittenberg – Cielo
- Kirk Thornton – Roland
- Mary Elizabeth McGlynn – Jenna Angel
- Bob Papenbrook – Terrence E. Beck

## Zene
A játék zenéjét Meguro Sódzsi komponálta kivéve a záró dalt amit nao. A játék zenéjét 2005. december 22-én adta ki a Five Records a DIGITAL DEVIL SAGA ~Avatar Tuner~ 1 & 2 Original Sound Track: Integral 3. és 4. lemezeként. Azonban ebből több dal is hiányzik, nevezetesen az Atonement zongora változata és az a zene ami a Jack Frost és az Omoikane elleni harc alatt szól.
Az amerikai előrendelők is kaptak egy válogatás lemezt. Ezt az európai Collector's Edition-höz is hozzácsomagolták.
Opening dal
- ALIVE – Kajoko Momota

Ending dal
- Time Capsule – as

| 1.  | Battle for Survival             | 2:46 |
| 2.  | Om Mani Padme Hm                | 1:36 |
| 3.  | Epic Battle                     | 2:21 |
| 4.  | Occupied Sector                 | 2:00 |
| 5.  | Underground City                | 2:59 |
| 6.  | Coercion                        | 2:51 |
| 7.  | Heroic Battle                   | 2:58 |
| 8.  | Backtracking                    | 2:20 |
| 9.  | Internment Facility             | 2:30 |
| 10. | Prison Break                    | 3:43 |
| 11. | Karma City                      | 1:47 |
| 12. | Karma Tower                     | 2:31 |
| 13. | Heat's Theme                    | 1:01 |
| 14. | Madness                         | 2:28 |
| 15. | EGG Facility                    | 3:00 |
| 16. | Infilitration                   | 2:20 |
| 17. | Power Plant                     | 3:18 |
| 18. | Karma                           | 1:53 |
| 19. | Inherent Will                   | 2:07 |
| 20. | EGG Facility Revisited          | 4:15 |
| 21. | Hunting - Betrayal              | 2:37 |
| 22. | The Bell Tolls                  | 0:49 |
| 23. | Regret                          | 0:52 |
| 24. | Airport                         | 2:46 |
| 25. | The Sun                         | 3:45 |
| 26. | Enemies Reborn                  | 2:50 |
| 27. | Divine Identity                 | 3:06 |
| 28. | One Word                        | 3:25 |
| 29. | The Rising Sun                  | 2:02 |
| 30. | Om Mani Padme Hm - Rearrangemen | 4:52 |

| 1.  | Pray                               | 1:43 |
| 2.  | Chaos                              | 0:34 |
| 3.  | Tribal War                         | 1:17 |
| 4.  | Seraphita                          | 1:00 |
| 5.  | Embryon                            | 0:27 |
| 6.  | Assignment                         | 0:41 |
| 7.  | Muladhara                          | 2:04 |
| 8.  | Svadhisthana                       | 3:30 |
| 9.  | Vanguards' Base                    | 2:05 |
| 10. | Sahasrara                          | 1:58 |
| 11. | Junk Yard                          | 2:28 |
| 12. | Arms                               | 0:33 |
| 13. | Karma Terminal                     | 1:02 |
| 14. | Atma                               | 2:28 |
| 15. | Be Fed Up                          | 0:27 |
| 16. | Burning Stake                      | 0:31 |
| 17. | Hunger                             | 0:18 |
| 18. | Manipura                           | 3:04 |
| 19. | Anahata                            | 1:01 |
| 20. | Point136                           | 3:49 |
| 21. | Pray -Sera's Prayer-               | 0:58 |
| 22. | Eat Them All                       | 1:59 |
| 23. | Operation                          | 1:11 |
| 24. | Sonic Wave                         | 0:47 |
| 25. | What's Your Name                   | 0:38 |
| 26. | Steel Coffin                       | 2:03 |
| 27. | Steel Coffin - Second Movement     | 1:35 |
| 28. | River of Samsara                   | 2:07 |
| 29. | River of Samsara - Second Movement | 1:14 |
| 30. | Home Sweet Home                    | 2:28 |
| 31. | Solar Eclipse                      | 0:48 |
| 32. | Asura                              | 0:42 |
| 33. | Aurora                             | 1:42 |
| 34. | Feint                              | 0:39 |
| 35. | Too Late                           | 0:24 |
| 36. | Spider's Thread                    | 2:47 |
| 37. | Spider's Thread - Second Movement  | 2:58 |
| 38. | Ajna                               | 2:01 |
| 39. | Field Hunt                         | 2:00 |
| 40. | Field Hunt - Second Movement       | 1:11 |

| 1.  | Pray -A Cappella Version-    | 1:12 |
| 2.  | Meow Meow                    | 1:12 |
| 3.  | Fire Ball                    | 0:31 |
| 4.  | Meat Ball                    | 0:47 |
| 5.  | Comrades                     | 0:58 |
| 6.  | Seismic Wave                 | 0:35 |
| 7.  | Man's Tomb                   | 2:22 |
| 8.  | Man's Tomb - Second Movement | 0:51 |
| 9.  | Blade                        | 2:52 |
| 10. | Mantra                       | 1:33 |
| 11. | Never Ending Rain            | 1:51 |
| 12. | Level Up                     | 0:53 |
| 13. | Silver Fox                   | 0:17 |
| 14. | What Is It To Live A Life    | 2:01 |
| 15. | Brutish                      | 1:41 |
| 16. | Wolf's Pride                 | 0:42 |
| 17. | Daydream                     | 0:39 |
| 18. | Hunting                      | 2:19 |
| 19. | Hunting - Surprise Raid      | 2:23 |
| 20. | Hunting - Compulsion         | 2:50 |
| 21. | Hunting - Comrades           | 2:54 |
| 22. | Hunting - Rare Demon         | 2:00 |
| 23. | Relief                       | 0:36 |
| 24. | Big Battle - Prelude         | 0:56 |
| 25. | Big Battle                   | 2:58 |
| 26. | River of Samsara             | 0:18 |
| 27. | Pray -Instrument Version-    | 1:42 |
| 28. | Lava Flow                    | 0:59 |
| 29. | Turbulence                   | 0:56 |
| 30. | Techno Shaman                | 0:58 |
| 31. | Maelstrom                    | 1:30 |
| 32. | Watercrown                   | 1:38 |
| 33. | Hari-Hara                    | 3:30 |
| 34. | Hari-Hara - Second Movement  | 3:00 |
| 35. | Surely Again...              | 1:41 |
| 36. | The Rain Stopped             | 5:23 |

| 1.  | Alive                              | 3:17 |
| 2.  | Om Mani Padme Hm                   | 1:34 |
| 3.  | The Atonement                      | 1:44 |
| 4.  | The End Of Junk Yard               | 0:33 |
| 5.  | Hide Out                           | 2:15 |
| 6.  | Amaravati                          | 2:17 |
| 7.  | Man Hunting                        | 1:58 |
| 8.  | Road To Sodom                      | 2:46 |
| 9.  | Road To Sodom - Second Movement    | 2:20 |
| 10. | Recollection                       | 1:21 |
| 11. | Coercion                           | 2:53 |
| 12. | Has The Love Inside You Died?      | 2:55 |
| 13. | Betrayer                           | 1:17 |
| 14. | Meeeeaaaat! Processing Plant       | 2:30 |
| 15. | Prisoner's Nightmare               | 3:43 |
| 16. | Underground City                   | 2:54 |
| 17. | Urban Area                         | 1:45 |
| 18. | Scheme Of Betrayal                 | 1:01 |
| 19. | Inherent Will                      | 2:08 |
| 20. | Tribhvana                          | 0:26 |
| 21. | Heat                               | 1:01 |
| 22. | Power Plant Dome                   | 2:17 |
| 23. | Tower Of Reunion                   | 2:29 |
| 24. | Egg Of The Universe                | 2:59 |
| 25. | Angel                              | 1:52 |
| 26. | Defeat                             | 0:43 |
| 27. | Scream                             | 0:24 |
| 28. | This Isn't Very Interesting Either | 1:13 |
| 29. | Mad Mart                           | 2:00 |
| 30. | Karma Terminal                     | 2:23 |
| 31. | Mantra                             | 2:46 |

| 1.  | Indra                            | 1:11 |
| 2.  | Karma                            | 1:50 |
| 3.  | Meghnada                         | 1:24 |
| 4.  | What Is It To Live A Life        | 1:03 |
| 5.  | Schrodinger                      | 1:18 |
| 6.  | Battle For Survival              | 2:45 |
| 7.  | Madness                          | 2:29 |
| 8.  | Hunting                          | 2:35 |
| 9.  | Heroic Battle                    | 2:20 |
| 10. | Relief                           | 0:49 |
| 11. | Level Up                         | 0:52 |
| 12. | Memory                           | 1:20 |
| 13. | Let Him Go                       | 0:39 |
| 14. | No Regret                        | 0:48 |
| 15. | Regret                           | 0:50 |
| 16. | Five Years Before                | 3:56 |
| 17. | Rest In Peace, My Friend         | 3:16 |
| 18. | One-Way Stairs                   | 2:43 |
| 19. | Nirvana                          | 3:45 |
| 20. | To The Sun                       | 1:38 |
| 21. | Seraph                           | 3:43 |
| 22. | Big Battle                       | 2:49 |
| 23. | Epic Battle - Prelude            | 1:11 |
| 24. | Epic Battle                      | 2:57 |
| 25. | Brahman                          | 3:05 |
| 26. | Entreaty                         | 0:42 |
| 27. | One Word                         | 3:23 |
| 28. | The Rising Sun                   | 2:00 |
| 29. | Om Mani Padme Hm - Rearrangement | 4:52 |

## Fordítás
- Ez a szócikk részben vagy egészben a Shin Megami Tensei: Digital Devil Saga 2 című angol Wikipédia-szócikk fordításán alapul.  Az eredeti cikk szerkesztőit annak laptörténete sorolja fel. Ez a jelzés csupán a megfogalmazás eredetét és a szerzői jogokat jelzi, nem szolgál a cikkben szereplő információk forrásmegjelöléseként.

## Külső hivatkozások
- A Digital Devil Saga 2 hivatalos weboldala Archiválva 2009. július 8-i dátummal a Wayback Machine-ben
- Megaten Wiki